# Need for Speed Payback

Need for Speed Payback és un nou videojoc de la clàssica saga de conducció i velocitat arcade Need for Speed, que en aquesta ocasió, aposta per canviar el seu ritme de desenvolupament anual i oferir un nou estil més cinematogràfic, diferent i amb una forta èmfasi en la narrativa.

### Conducció cinematogràfica de món obert
Need for Speed Payback és un títol de conducció arcade i despreocupada en un món obert. Compta amb un pretext argumental i una història que anirà narrant-se a poc a poc al llarg d'una aventura amb persecucions, lladres de cotxes i altres avatars propis del gènere i la sèrie de videojocs. A través d'una història de venjança com a punt de partida, visitarem una ciutat inspirada en Nevada, Estats Units, amb importants urbanitzacions, zones obertes de desert i muntanyes.

### Contingut del joc
A més de missions relacionades amb la història, en l'extens mapa de Need for Speed Payback trobarem múltiples missions, desenes de cotxes i una enorme varietat de proves i desafiaments a realitzar. El títol posarà a prova al jugador amb proves que aniran des de derrapatge i acceleració a carreres tot terreny, amb el que haurem d'escollir amb encert quin tipus de vehicle i cotxe s'adapta millor a cadascuna d'elles.
És aquí on entra la faceta "tuning", ja que haurem de comprar peces, millorar el nostre vehicle i buscar la forma d'estar a l'altura dels requisits de cada desafiament. Anirem recopilant experiència i avançant com en un títol de rol, encara que també existeix un mercat de compres in-*app i loot boxes inclòs dins del videojoc.

### Una cridanera recreació visual
Al contrari que l'anterior lliurament, Need for Speed Payback és un joc més colorit, visualment cridaner i realista. Sense tenir la predilecció pels escenaris foscos i nocturns de l'anterior joc, aquest nou títol és més assolellat i net, amb grans extensions de terreny i menys filtres visuals cromàtics. Hi ha una gran varietat d'ambients, molts cotxes recreats i alguns efectes visuals molt bons tant en Xbox One com en PC i PS4.